# Mia Biltoft
Mia Biltoft (født 3. april 1992 i Ringkøbing) er en dansk tidligere håndboldspiller, der spillede streg.
Hun deltog blandt andet i U19 EM i 2011, hvor landsholdet vandt guld samt i U17 EM i 2009, hvor holdet også vandt guld.

## Spillerkarriere
Biltoft startede med at spille håndbold i Rindum SU. Hun blev derefter en del af Ikast-Brande Elite Håndbold/FC Midtjylland, hvor hun fik seniordebut.
I 2012 blev hun udlejet til Ringkøbing Håndbold, der spillede i 1. division. I 2013 skrev hun en permanent kontrakt med klubben, der lige var rykket op i Damehåndboldligaen, da Aalborg DH var blevet tvangsnedrykket pga. dårlig økonomi.
Fra 2016 til 2018 spillede hun for den tyske klub SG BBM Bietigheim, hvor hun vandt det tyske mesterskab i 2016-17.
I Oktober 2019 tog hun til Thüringer HC, hvor hun spillede resten af sæsonen.

## Privat
Hun er gift med Patrick Wiesmach, der spiller i den Danske klub Aalborg Håndbold.